# Électricité de France
Électricité de France o EDF (del francès Electricitat de França) és la principal empresa de generació i distribució d'electricitat a França. Va ser fundada el 28 d'abril del 1946 com a resultat de la nacionalització d'empreses productores, de transport i de distribució d'electricitat que es va portar a terme pel Ministeri de Producció Industrial. El ministre encarregat, Marcel Paul, fou membre del PCF i membre del Govern provisional de la República Francesa. Fins al 19 de novembre del 2004, l'empresa era una corporació governamental, però en l'actualitat és una societat anònima (SA).
El 2005, el Govern francès va decidir privatitzar-la en un 30% retenint un mínim del 70% del capital en mans públiques. Al mes de novembre del 2005 va arrencar el procés de privatització amb una Oferta Pública del 15% en accions. Accions que varen començar a cotitzar a la Borsa de París (Euronext) al 21 de novembre del 2005. Ja al desembre del 2007 l'estat francès va cedir un altre paquet de 2,5% d'EDF.
La repartició del capital social al 31 de desembre del 2007 era de 84,8% per l'estat francès, 13,3% per a particulars i institucions, i l'1,9 per a assalariats.